# Arrondissement judiciaire de Namur

Localisation de l'arrondissement judiciaire de Namur, après la fusion des arrondissements judiciaires de 2014.

Cet article court présente un sujet plus développé dans : Arrondissement judiciaire de Dinant et Arrondissement judiciaire de Namur (avant 2014).
L'arrondissement judiciaire de Namur (dit aussi arrondissement judiciaire de la province de Namur) est depuis le 1er avril 2014 l'un des 12 arrondissements judiciaires de Belgique. Il est le résultat de la fusion des arrondissements judiciaires de Dinant et Namur et dépend du ressort de la Cour d'appel de Liège. Il comprend 9 cantons judiciaires, 38 communes et ses limites territoriales coïncident avec la province de Namur.